# Deuterodiscoelius confusus
Deuterodiscoelius confusus är en stekelart som beskrevs av Giordani Soika 1969. Deuterodiscoelius confusus ingår i släktet Deuterodiscoelius och familjen Eumenidae. Inga underarter finns listade i Catalogue of Life.